# Heqaib
Heqaib (eig. Heqa-ib; zu dt. „Der, der das Herz beherrscht“ oder „[Mein] Herz ist [mein] Herrscher“) war der Beiname des altägyptischen Beamten Pepinacht (zu dt. „(König) Pepi ist stark“), welcher in der 6. Dynastie des Alten Reiches wirkte.

## Amt und Karriere
Pepinacht war Expeditionsleiter und Gouverneur von Elephantine. Gemäß seinen autobiografischen Grabinschriften hatte er gegen Ende des Alten Reiches, unter König Pepi II., militärische Expeditionen nach Nubien geleitet. Sein Grab befindet sich unnummeriert in der Felsgräber-Nekropole auf der Qubbet el-Hawa nördlich gegenüber von Elephantine. Auf Elephantine fanden sich in einem Verwaltungsgebäude verschiedene Holzkisten, eine von ihnen mit dem Namen von Heqaib. Solche Truhen spielten eine Rolle beim Totenkult eines Verstorbenen. Auch andere Kisten von anderen lokalen Beamten fanden sich dort.

## Postume Ehrungen
Nach seinem Tod wurde Heqaib während der Ersten Zwischenzeit als vergöttlichter Ahne und als Schutzpatron der Südexpeditionen verehrt, bis ihm zu Ehren in der 12. Dynastie unter Sesostris I. ein Heiligtum auf der Insel Elephantine errichtet wurde. Die Anlage wurde ägyptisch als Hut-ka (dt. „Ka-Haus“) des Edlen Heqaib bezeichnet und am Beginn der 12. Dynastie auf Initiative des Bürgermeisters/Fürsten und Priestervorstehers von Elephantine, Sarenput I., errichtet. Sarenput I. ließ nach der Errichtung des Tempels neben dem Schrein Heqaibs einen weiteren Schrein für seine eigene Statue errichten, ebenso wie viele nachfolgende Bürgermeister und Priestervorsteher von Elephantine und sogar einige Herrscher der späten 11. Dynastie.